# 대서양 전투 (제2차 세계 대전)
대서양 전투(大西洋戰鬪, 영어: Battle of the Atlantic)는 제2차 세계 대전 당시 가장 오래 지속된 군사 전역 중 하나이다. 전역은 1939년부터 시작되어 1945년 나치 독일이 패배할 때까지 지속되었다. 연합국의 독일 해상 봉쇄가 중심이었던 이 전투는 전쟁 선포 다음 날부터 시작되었고 독일의 봉쇄 반격전으로 이어졌다. 1940년 중반부터 1943년까지 전쟁은 정점에 다다랐다. 대서양 전투는 유보트와 전쟁해군의 다른 전함들, 루프트바페의 항공기가 캐나다 해군, 영국 왕립해군, 미국 해군과 연합국 상선에 맞서 싸운 전투였다. 수송선은 주로 북아메리카에서 출발해 영국이나 소련으로 가는 경우가 많았으며 대부분 영국과 캐나다 해군 및 공군이 이들을 보호하는 경우가 많았다. 이 병력들은 1941년 9월 13일부터 미국의 선박과 항공기의 지원을 받았다. 독일은 이탈리아 왕국 해군의 지원을 받았는데, 1940년 6월 10일 이탈리아 왕국이 추축국 편을 든 이후부터 지원이 시작되었다.
섬나라였던 영국은 수입품에 크게 의존하고 있었다. 영국은 전쟁에서 살아남고 전투를 하기 위해 매주 수백 만 톤의 수입품을 필요로 하게 되었다. 필수적으로 대서양 전투는 용적 전쟁이었다. 연합군은 영국에 보급품을 지원하기 위해 노력했고, 추축국은 영국이 전쟁을 이어가는 것을 막기 위해 상선단을 제거하는 것에 혈안이 되어있었다. 1942년 이후부터 연합군이 유럽 본토 침공을 준비하기 위해 영국 제도에 보급품 또는 장비 시설이 건설하자 독일군은 이것을 막고자 노력했다. 유보트의 위협을 물리치는 것이 추축국을 몰아내는 사전 작업이었다. 전투의 결과는 연합군의 전략적 승리였다. 독일 봉쇄는 실패했으며 연합국의 상선 3,500척과 전함 175척이 격침되었고 유보트 783척이 공격으로 침몰했다.
"대서양 전투"는 윈스턴 처칠이 1941년 2월 붙인 이름이다. 이 전투는 해전사 상 "가장 길고, 규모가 컸으며 복잡한 전쟁"이라고 불리고 있다. 대서양 전투는 유럽 전선이 개시된 직후 시작되었는데, 가짜 전쟁이라 불린 기간부터 시작되어 독일의 항복이 1945년 5월 이뤄질 때까지 지속되었다. 100번 이상의 수송선 전투와 1,000번의 함선 교전에서 수 천대의 함선이 동원되었다. 상황은 지속적으로 변했다. 참전국이 항복하거나 새로 참전하는 국가가 생기거나 편을 바꾸는 경우, 그리고 신무기와 새로운 전략, 대치방법, 그리고 무기가 개발되면서 한 쪽이 이득을 얻게 되었다. 연합국은 1942년 말 독일에 승기를 잡기 시작했고, 1943년부터는 유보트 편대를 격퇴할 수 있었으나 전쟁이 끝날 때까지 수많은 사상자가 발생했다.

## 경과

### 1939년-1943년 (전기)
1939년, 제2차 세계대전이 발발한 이래로, 나치는 U보트를 이용하여 물자를 수송하는 연합군의 상선을 침몰시키고 있었다. 아돌프 히틀러는 칼 되니츠를 해군 제독으로 임명하고 연합군의 배를 폭격하라는 명령을 내렸다. 당시 연합군은 대서양을 통해 물자를 수송하고 있었는데, 히틀러는 U보트를 이용해 그 수송로를 끊으려 했다.
한편, 연합군은 전쟁 물자를 빨리 보급하여 유럽에서의 전쟁을 신속히 끝내고자 했으나 독일군이 U보트로 상선을 폭격하였기 때문에 차질이 빚어졌다. 이에 영국, 미국은 대처할 방법과, U보트를 이길 수 있는 방법이 없는 지를 모색하였다. 그래서 영국과 미군은 공군을 같이 수송 작전에 투입했으나 번번이 실패하였고, 처칠은 영국 해군에게 각 배마다 방어 무기를 갖추라 지시했다.

### 초기
1943년 4월 독일군은 U보트를 훨씬 강화하여, 더 좋은 화력과 더 우수한 속도를 갖추게 하였다. 되니츠 제독은 영국의 ONS 호에 속한 43척의 상선을 공격하기로 다짐한다. 4월 22일, ONS 호는 대서양을 건너가기 시작했다. 영국군은 U보트를 감시하는 레이다가 장착된 아일랜드와 아이슬란드 공군과 같이 출병하여 U보트의 계획을 방해할 생각이었다.
5월 초, 영국군은 아일랜드와 아이슬란드 공군이 보호해줄 수 없는 에어갭 지구에 들어왔다. 이 곳은 U보트가 공격하기 좋아하는 곳이었다. 하지만 강풍으로 인해 U보트의 공격은 3일이나 지연되었다. 캐나다 공군은 뉴펀들랜드 자치령 지방에서 카탈루냐 기를 보내 U보트를 공격하게 했다. 카탈루냐는 뒤처진 연합군 상선 6척 중 하나를 공격하려는 U보트에 수중 어뢰 4개를 떨어뜨려 타격을 입혔다. 하지만, U보트는 하펠리 호를 비롯한 9척을 공격하여 침몰시켰다. 밤이 되자 U보트는 공격을 개시하려 했으나 안개로 인하여 시야가 가려져 공격이 불가능해졌다. 레이다가 달린 연합군은 U보트의 위치를 파악하였다. 연합군 상선은 U보트를 공격하여 5대를 침몰시켰다. U보트 2대는 서로 충돌하였다. 5척의 연합군 함대가 더 도착해 전투에 가담하여 6척의 U보트를 폭파시키고, 5척은 기지로 돌려보냈다.

### 중기
미국은 장거리 폭격기인 B-24를 이용해 적을 공격하고자 하였다. 1943년 6월, 미 공군은 50대의 B-24기를 보냈다. 6월 1일부터 22일까지 연합군은 31척의 U보트를 침몰시켰다. 6월 24일, 되니츠 제독은 U보트의 귀항을 명령했다. 되니츠 제독은 U보트를 개조하여 공군과 레이다로부터 안전하게 했다. 되니츠 제독은 중부 대서양에서 시칠리아 상륙 작전에 쓰이는 물자를 나르는 미군을 공격하기로 결심했다.
미군은 계속되는 피해에 U보트를 소멸시킬 헌터 킬러를 조직하였다. 항공 모함 1척과 구축함 8척을 이용하여 U보트를 공격하기로 했다. 미군 함대는 U보트의 암호를 해석하여 이들의 위치를 파악했다. 1943년 여름 동안 U보트 15척이 격침되어 독일 해군은 막대한 손실을 입게 되었다. 연합군에게는 큰 승리가 아닐 수 없었다.

### 후기
1943년 7월 시칠리아 상륙 작전이 성공하자 영국과 미국의 대표는 캐나다 퀘벡에서 수상 메킨지를 만나 1944년 봄에 노르망디에 상륙할 것을 결의했다. 하지만 독일군의 음향 유도 어뢰로 연합군 함대는 9척이 타격을 입고 20척이 폭파되는 비극을 겪어야 했다. 캐나다 해군은 이에 대한 대응책을 내놓기로 결심한다. 캐나다 해군은 한 번에 24발이 발사되는 수중 폭뢰를 이용해 적군의 위치를 파악하는 방안을 내세웠다.
한편, U보트는 더욱 남하하여 남대서양 일대도 공격하기 시작했다. 당시 남대서양은 남아프리카 연방과 나이지리아, 기니만 연안국이 영국행 물자를 수송하는 전통적 통로였다. U보트는 남아프리카와 나이지리아로 가는 배를 공격하였고, 이는 남아프리카 연방이 참전하게 되는 계기가 되었다.

### 1943년-1945년 (후기)
1943년, 서대서양과 카리브해에서 활동하던 독일 잠수함 부대는 브라질과 파나마의 참전으로 힘을 제대로 쓸 수 없게 되었다. 이후 비시 프랑스가 위기에 처하고 연합군의 공군 지원, 거리 상의 물자 보급 문제로 인해 U보트는 노르웨이 일대로 철수했다. 또한 남대서양에서의 U보트도 남아프리카 연방과 기니 만 일대에서 철수했다. 이로써 독일은 남아프리카 연방 동부, 즉 인도양 일대로 진출하려던 꿈을 포기해야만 했으며, 카리브 해의 주도권을 상실하였다. 1944년, 영국 수상 윈스턴 처칠과 미국 대통령 루즈벨트는 캐나다의 메킨지 수상과 함께 프랑스 노르망디에 어마어마한 대군을 상륙시키기로 했다. 1944년 6월 6일, 노르망디 상륙 작전, 일명 D-day 작전이 시작되자 나치는 비시 프랑스의 지원에 힘입어 보르도, 낭트에서 U보트 함대를 파병했다. 그러나 독일 함대는 먼저 어뢰의 공격을 받아야 했고, 영국 해협에 진입한 순간 연합군 함대와 채널 제도에서 파병된 영국 공군, 그리고 캐나다 해군의 공격으로 인해 노르망디 상륙 작전을 막을 수 없었다. 그 해, 대서양 전투를 같이 하던 이탈리아 사회 공화국이 항복함으로써 나치도 힘이 매우 약해졌다.

## 결과
노르망디 상륙 작전 이후, U보트는 해상 작전권을 잃었다. 1945년에 터키, 레바논, 사우디 아라비아가 참전하여 지중해 해상권은 연합국에 넘겨져 버렸고, 노르망디 상륙 작전 이후 프랑스, 네덜란드, 벨기에가 해방됨으로써 북해와 영국 해협, 그리고 북대서양에서의 해상권도 상실되었다. 이후 칼 되니츠는 노르웨이 방면으로의 반격을 꾀했으나 같은 동맹국이었던 이탈리아 사회 공화국과 산마리노, 이라크, 리비아 등이 항복함으로써 노르웨이로의 진로도 곧 파기시켰다. 1945년 5월 독일이 항복함으로써, 유럽 전선은 종식을 맞이하였고, 이로써 대서양 해전도 완전히 종결했다.

## 같이 보기
- 노르망디 상륙 작전
- U보트
- 연합군의 시칠리아 침공
- 비시 프랑스
- 대서양 전투 (제1차 세계 대전)